# Бронфман, Андреа
Андреа Бронфман (англ. Andrea Brett Morrison Bronfman; 30 мая 1945, Великобритания — 23 января 2006, Нью-Йорк) — канадская меценат, филантроп, общественный деятель, основательница благотворительного Фонда Андреа и Чарльза Бронфман.
Андреа Бронфман родилась в Великобритании, в семье Хаима Моррисона, главы Объединённой еврейской общины Великобритании. В 1982 году она вышла замуж за канадского миллионера Чарльза Бронфмана. У них не было совместных детей, и Бронфман воспитывал троих детей от предыдущего брака.
Супруги Бронфманы относятся к числу ведущих филантропов мира. Фонд Андреа и Чарльза Бронфманов оказывает поддержку широкому спектру еврейских организаций и учреждений в области образования, благосостояния и укрепления национального самосознания евреев. Андреа Бронфман собирала произведения искусства и большую часть времени она посвящала поддержке культурных учреждений и художников. Она также принимала активное участие в кампании поддержки советских евреев. Кроме того, Андреа Бронфман очень любила Иерусалим, часто бывала здесь и была большим другом этого древнего города. В 2002 году тогдашний мэр Иерусалима Эхуд Ольмерт вручил Андреа ключ от Святого города.